# Peltochelys duchastelli
La peltochelide (Peltochelys duchastelli) è una tartaruga estinta, imparentata con le attuali tartarughe dal guscio molle (Trionychoidea). Visse tra il Giurassico superiore e il Cretaceo inferiore (Kimmeridgiano - Aptiano, circa 155 - 115 milioni di anni fa) e i suoi resti fossili sono stati ritrovati in Europa.

## Descrizione
Noto solo per carapaci isolati, questo animale era di medie dimensioni e il solo guscio poteva superare i 25 centimetri di lunghezza. Il guscio era dotato di dieci paia di piastre periferiche ed erano presenti procesi nucali ventrali appaiati. Erano inoltre presenti un intergulare, un paio di gulari e un set completo di inframarginali; Peltochelys era dotato di lobi piastrali grandi e larghi, e la superficie del carapace era scolpita con fossette minuscole e puntiformi.

## Classificazione
Peltochelys duchastelli venne inizialmente descritto da Louis Dollo nel 1884, sulla base di un singolo carapace proveniente dalla miniera di Bernissart, in Belgio. Altri fossili sono stati successivamente in terreni del Cretaceo inferiore della Germania e del Giurassico superiore del Portogallo (Karl et al., 2012). 
Peltochelys è considerato un rappresentante basale dei Trionychia, un gruppo di tartarughe comprendenti le ben note tartarughe dal guscio molle attuali. Sembra che Peltochelys fosse vicino alla base di questo clade. È possibile che anche Sandownia, nota solo per materiale cranico, fosse un rappresentante basale dello stesso clade.